# АЭС Карачи
АЭС Карачи (англ. Karachi Nuclear Power Plant (KANUPP)) — действующая атомная электростанция на юге Пакистана.
Станция расположена на берегу Аравийского моря в провинции Синд, в 25 километрах от Карачи.
Началом строительства АЭС Карачи стал 1966 год, а спустя пять лет станция дала первый ток. Первый реактор на станции относится к типу канадских реакторов CANDU, мощностью 137 МВт. Это первая атомная электростанция в Пакистане и первая АЭС, построенная в мусульманской стране.
АЭС Карачи часто простаивает из-за проблем с линиями электропередач. Подобные проблемы испытывала, к примеру, и закрытая в 2019 году американская АЭС Пилигрим.
Неоднократно возникал вопрос о строительстве на площадке АЭС Карачи дополнительных энергоблоков, рассматривались проекты с китайскими реакторами. В ноябре 2013 года Пакистан и Китай подтвердили строительство двух новых энергоблоков АЭС мощностью 1100 мегаватт каждый. Проект, стоимость которого составила около 10 млрд долларов, частично профинансирован Китаем (6,5 млрд долларов). Первоначально планировалось, что на новых блоках будут использоваться реакторы c водой под давлением CAP1400, разработанные на базе реактора фирмы Westinghouse AP1000, но впоследствии был выбран реактор китайского проекта Hualong One (HPR1000) совместной разработки двух основных китайских ядерных корпораций – CNNC и CGN. 26 ноября 2013 года был заложен первый камень в постройку второго энергоблока, а 31 мая 2016 года стартовало строительство третьего.
28 января 2019 года завершён монтаж реактора второго энергоблока.
26 ноября 2019 года на втором энергоблоке начались холодные испытания реакторной установки.
28 февраля 2021 года был осуществлен физический пуск второго энергоблока. 18 марта 2021 года состоялся энергетический пуск — второй энергоблок был впервые подключён к сети. 21 мая 2021 года второй энергоблок введен в промышленную эксплуатацию.
Первый энергоблок остановлен 1 августа 2021 года.
Физический пуск третьего энергоблока АЭС состоялся 21 февраля 2022 года, подключение к энергосети — 4 марта 2022 года, ввод в промышленную эксплуатацию — 18 апреля 2022 года.

## Инциденты
18 октября 2011 года на пакистанской АЭС Карачи произошла аварийная остановка из-за вытекший из реактора тяжелой воды. Ситуация была взята под контроль и уже через семь часов проблема была ликвидирована, а реактор вновь запущен.

## Информация об энергоблоках
| Энергоблок | Тип реакторов      | Мощность | Мощность | Начало строительства | Физпуск    | Подключение к сети | Ввод в эксплуатацию | Закрытие   |
| Энергоблок | Тип реакторов      | Чистый   | Брутто   | Начало строительства | Физпуск    | Подключение к сети | Ввод в эксплуатацию | Закрытие   |
| ---------- | ------------------ | -------- | -------- | -------------------- | ---------- | ------------------ | ------------------- | ---------- |
| Карачи-1   | PHWR, CANDU-137 MW | 90 МВт   | 125 МВт  | 01.08.1966           | 01.08.1971 | 18.10.1971         | 07.12.1972          | 01.08.2021 |
| Карачи-2   | PWR, HPR1000       | 1014 МВт | 1100 МВт | 20.08.2015           | 28.02.2021 | 18.03.2021         | 21.05.2021          | —          |
| Карачи-3   | PWR, HPR1000       | 1014 МВт | 1100 МВт | 31.05.2016           | 21.02.2022 | 04.03.2022         | 18.04.2022          | —          |